# Nabur Martins
Nabugodonosor Martins, voornaam vaak verkort tot Nabur of Nabor (fl. 1435-1454) was een Gentse schilder uit de tijd van de Vlaamse Primitieven. Hij is archivalisch vrij goed gedocumenteerd, maar slechts één werk – een muurschildering – kan met enige zekerheid aan hem worden toegeschreven.

## Leven
Nabur werd op 7 september 1435 vrijmeester in het Gentse schildersambacht. Uit zijn hoge toegangsgeld bleek dat hij niet de voordelen van een meesterszoon genoot. Nochtans waren verschillende van zijn familieleden gevestigde kunstenaars: de schilder Jan Martins, de beeldhouwer-architect Wouter Martins, de zilversmid Jan Martins en de schilder Auseel Martins.
Hij moet een groot atelier hebben gehad, want hij kreeg veel opdrachten van het Gentse stadsbestuur. In feite was hij stadsschilder, hoewel hij niet de titel had. Voor de schepenen van Gedele voerde hij in 1440-1442 en in 1448-1449 schilderwerk uit in de kapel. Voor de schepenen van de Keure polychromeerde hij in 1442-1443 een retabel en verfraaide hij in 1445-1446 de kapel. In 1451-1452 deed de magistraat een beroep op hem voor decoratieve werken aan de Keizerpoort en in 1452-1453 voor schilderwerk in het stadhuis. Ook ontwierp hij de afsluitingen voor het belfort. Een andere voorname opdrachtgever was het Bourgondische hof. In 1443-1445 werkte hij in het Prinsenhof. Voorts kreeg hij opdrachten van patriciërs. In 1444 bestelde de schepen Lievin Sneevoet een paneel van het Laatste Oordeel bij hem. Buiten Gent waren het vooral kerken waarvoor hij werkte. In 1443 werd hij belast met een triptiek voor het hoofdaltaar van de Sint-Walburgakerk in Oudenaarde. Rond 1444-1445 schilderde hij een Maria met engelen voor de Onze-Lieve-Vrouwekerk van Lede. Onder het meer utilitaire werk was het stofferen van uurwerken en het schilderen van vaandels, blazoenen en heraldische stukken.
Afgaand op de boetebedragen in zijn contracten moet Martins de reputatie hebben gehad van laattijdig te leveren. De Gentse schepenen maanden hem in 1456 aan achterstallige schulden aan erfgenamen te betalen, niettegenstaande hij een vermogend man was. In 1443 werd Martins vermeld als gehuwd met jonkvrouw Elisabeth Van den Santen, een dochter van heer Jan van den Santen.

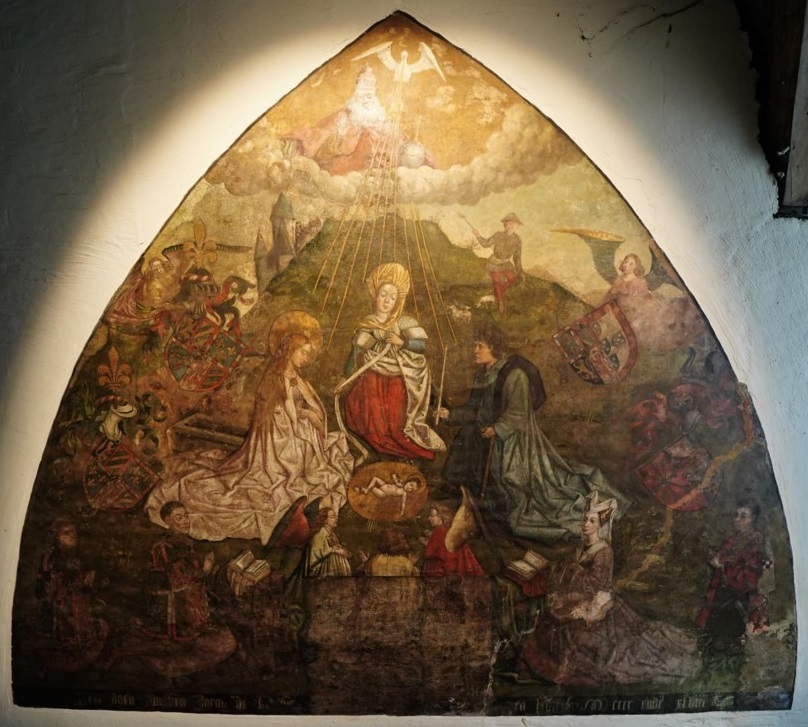
Aanbidding van Christus in het Groot Vleeshuis

## Werk
Het in bronnen beschreven werk van Martins is door de eeuwen heen volledig verloren gegaan. Slechts een niet-beschreven werk wordt nog met hem in verband gebracht, al is deze toeschrijving niet zonder tegenstanders. Het gaat om de muurschildering van de Aanbidding van Christus in het Groot Vleeshuis. Als hij dit werk uit 1448 effectief heeft gemaakt, was hij een van de eersten om te experimenteren met het gebruik van olieverf voor muurschilderingen.
Louis Maeterlinck heeft de Meester van Flémalle in 1913 proberen te identificeren met Nabur Martins, maar die hypothese was vooral ingegeven door lokaal chauvinisme en is verworpen.

## Voetnoten
1. ↑  De traditionele toeschrijving wordt bestreden door Rudy van Elslande, maar aanvaard door Marc Boone en Maximiliaan Martens: Fietsenstalling met monumentale muurschildering, De Standaard, 2 februari 2023

- Biografisch Portaal: 17983504
- Digitale Bibliotheek voor de Nederlandse Letteren: mart152
- RKD-Nederlands Instituut voor Kunstgeschiedenis: 53019
- Union List of Artist Names: 500107863
- Virtual International Authority File: 96487642